# Vilobí d'Onyar
Vilobí d'Onyar è un comune spagnolo di 2 250 abitanti situato nella comunità autonoma della Catalogna. Il territorio comunale è attraversato dal fiume Oñar.